# Billy Mays
William Darrell Mays Jr., detto Billy (McKees Rocks, 20 luglio 1958 – Tampa, 28 giugno 2009), è stato un personaggio televisivo statunitense, famoso per aver venduto una vastissima gamma di prodotti per diverse aziende come OxiClean, Orange Glo, Kaboom e anche altre per la pulizia della casa sia sul canale Home Shopping Network, sia tramite la sua società, la Mays Promotions, Inc.
Durante il periodo scolastico ha giocato a football americano per un paio di anni, intraprendendo in seguito la carriera da televenditore.
È citato in South Park, nell'episodio della tredicesima stagione Morti celebri.